# Giuseppe Giovanni Battaglia
(Giuseppe Giovanni Battaglia, da La piccola valle di Alì)
Giuseppe Giovanni Battaglia (Aliminusa, 24 giugno 1951 – Aliminusa, 2 novembre 1995) è stato un poeta, drammaturgo e scrittore italiano.
Ha scritto sia in italiano che in siciliano.
Dopo un'iniziale ispirazione civile, maturata sul filo dei ricordi dell'ambiente contadino della giovinezza, predilige un intimismo e un'introspezione, che al di là di un'analisi completamente razionalistica, aprano nuove e più ampie prospettive di ricerca.
Le sue opere sono state recensite, tra gli altri, da Pier Paolo Pasolini.

## Testi poetici
- 1969 - La terra vascia prefazione di Ignazio Buttitta, Palermo.
- 1972 - La piccola valle, di Alì, prefazione di Leonardo Sciascia e con un disegno di Renato Guttuso Palermo, Flaccovio, 1972
- 1977 - Campa padrone che l'erba cresce prefazione di Tullio De Mauro, Roma: Bulzoni
- 1982 - L'ordine di viaggio, prefazione di Salvatore Silvano Nigro, con tre disegni di Bruno Caruso, Il Bagatto, Roma 1982
- 1982 - Luoghi di terra e cielo, Roma
- 1986 - Genesi e Requiem, introduzione di Bruna Dal Lago; traduzione di Bruna Dal Lago, Elmar Locher; progetto scenico di Einrich Unterhofer; disegni di Markus Vallazza, Bolzano - Edizioni Nuovo Studio, 1986
- 1986 - I luoghi degli elementi, Palermo
- 1986 - I condottieri, New York
- 1986 - Di luce assoluta e di mare conchiglia, New York
- 1986 - Sonatina, pres. di G.Testa, intr. di Giovanni Tesio, Palermo
- 1987 - Roccias, 43 inediti1986 -1987, nota di Giacinto Spagnoletti, - Cittadella : Biblioteca cominiana, 1987. - 59 p.; 20 cm. (Nuovi testi di poesia / a cura di Bino Rebellato e Enzo Mazza)
- 1987 - Inventario degli strumenti del padre e della madre, intr. Giorgio Bàrberi Squarotti, Palermo
- 1987 - L'ordine di viaggio, pres. di Salvatore Silvano Nigro, Prova d'Autore, Catania,
- 1991 - Ut pictura poesis, con opere recenti di Birgit Ravnkilde a cura di Alessandro Masi. - Osimo : Centro Culturale S. Silvestro, stampa 1991. - 22 p. : ill.; 19 cm. (Catalogo della mostra)
- 1991 - Notte Trasfigurata, un poeta e un pittore per un libro - introduzione di Alessandro Masi, illustrazioni Luigi Granetto, Napoli, Marotta e Marotta, 1991
- 1991 - Poesie '79/86, con disegni di Gianfranco Baruchello, Achille Pace, Vincenzo Ognibene, Nicolò D'Alessandro, Luigi Granetto, Lithos Editrice, Roma 1991
- 1991 - Il libro delle variazioni lente, prefazione di Ferruccio Ulivi, Roma
- 1992 - Il libro mistico, presentazione di Enzo Mazza, Cittadella Biblioteca cominiana, 1992. - 64 p.; 17 cm
- 1993 - Fantàsima, con opere di Vincenzo Ognibene, Palermo Villaurea, 1993, pp. 61
- 1994 - Frainteso a scatto, ed. Exit, Lugo di Ravenna
- 1994 - 12 mesi di Canegrate, prefazione di Giorgio Seveso, poesie di Giuseppe Giovanni Battaglia, musica di Andrea Zucchini per la mostra nella Sala Consigliare di Canegrate con i pittori: Paolo Baratella, Daniele Oppi, Silvio Manzotti, Giuliano Ghelli, Marco Viggi. Ugo Sanguineti, Gianfranco Baruchello, Carlo Montesi, Marco Petrus, Pino Deodato, Emilio Tadini, Luigi Granetto. Edizioni del Raccolto 1994
- 1995 - Discesa ai morti, introduzione e traduzione di Franco Pappalardo La Rosa con due disegni di Vincenzo Ognibene, Edito dall'Associazione Culturale "Il Baglio" Aliminusa 1995
- 2004 - La conta delle ore, canto per i defunti del luogo in memoria dei morti di Aliminusa storia minima delle situazioni generali. Prefazione di Leone Piccione, cura di Vincenzo Ognibene. Libro illustrato con cinque opere di Vincenzo Ognibene. Palermo Nuova Ipsa Editore 2004
- 2005 - L'Ordine di Viaggio-Poesie 1968-1992, presentazione di Giovanni Ruffino, cura e copertina di Vincenzo Ognibene, con scritti di Ignazio Buttitta, Leonardo Sciascia, Tullio De Mauro, Salvatore Nigro, Cosimo Scordato, Franco Pappalardo La Rosa, Aliminusa Edizioni Arbash 2005

## Testi teatrali
- 1983 - Alchimia, dramma-farsa in tre atti, presentazione di Filippo Bettini, S.I.P, Roma
- 1985 - Tutti ubriachi prima della fine, dramma-farsa in un atto, presentazione di Marcello. Carlino, Edizioni Alì dagli occhi verdi, Palermo
- 1985 - G. III, dramma-farsa in due atti, saggio introduttivo di Francesco Muzzioli, copertina di Vincenzo Ognibene Edizioni Alì dagli occhi verdi, Palermo
- 1986 - Girello, rappresentato a Palermo, Teatro Madison, dalla compagnia Teatés, regia dell'Autore, 28 settembre 1987. Un thrilling sarcastico in cui opera una madre paralizzata, sostenuta appunto da un girello, con a fianco un figlio, e un ospite, in un clima minaccioso da avanguardia dell'assurdo. Regia di Michele Perriera. Pubblicato in: Ridotto: rivista mensile di cultura e di vita teatrale N. 11-12 (dicembre 1990), p. 36-37

## Prosa
- Il viaggiatore, 1991.
- Voglia di notte (1993), Geraci Siculo 2019, a cura di Vincenzo Ognibene e Paolo Ferruccio Cuniberti, introduzione di Pasquale Scimeca, postfazione di Paolo Ferruccio Cuniberti

## Antologie
- "Cento e passa poeti dialettali" T. Giuttari - L. Grande, Todariana, Milano 1973
- "Oltre Eboli: la poesia. La condizione poetica tra società e cultura meridionale", A. Motta, Lacaita, Manduria 1979.
- Le parole di legno a cura di Mario Chiesa e Giovanni Tesio, Mondadori, Milano 1984.
- "Letteratura degli anni ottanta", M. Lunetta - F. Muzzioli - F. Bettini, Bastogi, Foggia 1985.
- Lingua lippusa - "Antologia della poesia contemporaneain dialetto siciliano", C. Di Pietro, Venilia editrice, Montemerlo 1992.